# Enrico Scalini
Enrico Giuseppe Muzio Scevola Scalini (Dongo, 2 ottobre 1857 – Milano, 4 settembre 1946) è stato un agronomo, imprenditore e politico italiano.
Attivo e prolifico industriale è ricordato, tra le altre realizzazioni, per la fondazione a Parma della Fabbrica di ghiaccio d'acqua potabile dott. E. Scalini e C, impianto di 750 metri quadrati in grado di produrre oltre cento quintali di ghiaccio al giorno e dotato di grandi celle per la conservazione degli alimenti, e del primo mulino azionato da un motore a combustione, in grado di produrre ogni giorno circa 400 quintali di farina.
Resiedette per quasi tutta la sua vita nella villa di famiglia a Carbonate, in provincia di Como. Deputato per sei legislature per il collegio di Appiano, divenne senatore a vita nel 1913.
Dai banchi del parlamento ha svolto attività in favore dell'industrializzazione italiana fino al 1924, anno in cui dirada fin quasi alla totale assenza la partecipazione ai lavori per motivi di antifascismo. Non fu dunque tra i parlamentari deferiti all'Alta corte di giustizia per le sanzioni contro il fascismo e nel 1945 viene chiamato a far parte della Consulta Nazionale. È stato consigliere della Banca Italiana di Sconto, presidente della Tintoria comense e commissario per la sorveglianza della pesca nelle acque italo-svizzere.